# Куранс (замок)
Замок Куранс (фр. Le château de Courances — Шато де Куранс) — историческое здание и парк в Курансе, департамент Эсон в Иль-де-Франс на севере Франции к юго-востоку от Парижа. 27 июня 1983 года ансамбль замка признан историческим памятником Франции.

## История
В 1552 году Ком Клоз, нотариус и королевский секретарь, приобрёл у семьи Лапит бывшую сеньориальную резиденцию в Курансе, на западной окраине леса Фонтенбло. Его наследник в 1622 году передал имение Клоду Галларду, другому королевскому секретарю, который является строителем ныне существующего замка. В документах, составленных в 1638 году, упоминается, помимо господского дома, четыре амбара, прессовальный цех, две пшеничные мельницы и две сукновальные мельницы, «расположенные по обе стороны реки».
В XVIII веке дом был перестроен Анной-Катрин Галлар, вдовой Николя Потье де Новиона, при которой были снесены старые ограды и создан курдонёр. После Французской революции замок был заброшен почти на сорок лет.
В 1872 году замок приобрёл немецкий банкир барон Самуэль де Хабер. Новый владелец и его зять граф Октав де Баг наняли архитектора Ипполита Детайёра для реставрации замка, которая длилась с 1873 по 1884 год. Архитектор снёс лишние пристройки и создал многомаршевую лестницу подобную той, что прославила в истории архитектуры дворец Фонтенбло. Новое крыло с ломаной линией крыши было возведено над бывшими кухнями и соединено галереей со старым крылом.
Во время Первой мировой войны замок Куранс служил военным госпиталем. Во время Второй мировой войны его сначала заняли немцы, затем фельдмаршал Монтгомери, с 1947 по 1955 год занимавший пост председателя Комитета главнокомандующих армиями союзников.

## Архитектура дворца и парк
Замок имеет H-образный план и расположен на прямоугольной платформе, окружённой рвом с водой. Его изначальный вид в стиле Людовика XIII известен по гравюрам около 1650 года Израэля Анрие и Израэля Сильвестра.
Куранс признан «воплощением французского регулярного стиля сада, в котором замок и окружающая среда образуют единое целое». Планировку сада иногда приписывают Андре Ленотру, но документов, подтверждающих этот факт, не найдено. На самом деле естественные водные просторы в Курансе резко контрастируют с композиционными приёмами, которые использовал Ленотр в Версале и других своих проектах.
Детайёр в 1870-х годах в связи с реставрацией замка преобразовал регулярный парк в «пейзажный» в английском стиле (à l’anglaise).
Позднее ландшафтный архитектор Ашиль Дюшен восстановил французский парк, воссоздав его по-новому, проложив длинные прямые каналы в каменных бордюрах по обе стороны от центрального участка. Вид, ведущий на юг от дома, сужается вдали, создавая иллюзию, что он намного длиннее, чем на самом деле. Фонтан Аретюз ранее был увенчан мраморной скульптурой нимфы (созданной в 1711 году Клодом Пуарье для сада в Марли (в 2005 году статуя приобретена Лувром). В 1908 году в добавление ко всему был создан небольшой «японский сад».